# UK Bribery Act
L’UK Bribery Act 2010 (« UKBA ») est la loi britannique relative à la répression et la prévention de la corruption. Cette législation (version originale ou traduite en français) est considérée comme la plus sévère au monde en matière de lutte contre la corruption au sein des entreprises - dépassant effectivement à plusieurs égards les critères déjà très durs de la loi équivalente aux États-Unis, le Foreign Corrupt Practices Act (FCPA) de 1977. L'UKBA s'inscrit dans le cadre d'une lourde tendance mondiale de renforcement de la lutte contre la corruption, dont les législations sont promises à un essor considérable, notamment sous l'impulsion de l'OCDE.
L’UKBA a été adopté par le Parlement britannique le 8 avril 2010 et son entrée en vigueur fixée au 1er juillet 2011. Cette nouvelle loi britannique abroge et remplace les précédentes dispositions législatives par quatre infractions visant : 
- la corruption active (le fait de corrompre),
- la corruption passive (le fait d’être corrompu),
- la corruption active d’agent public étranger et
- le défaut de prévention de la corruption par les entreprises.

Le quatrième et dernier délit est très novateur puisqu’il insiste sur les bénéfices de la prévention plutôt que la pure répression. Il conduit les personnes morales à devoir mettre en œuvre des règles et procédures internes anti-corruption (les « procédures adéquates ») ; cela est repris, en France, dans l'art. 8 du projet de loi relative à la transparence, à la lutte contre la corruption et à la modernisation de la vie économique. À cet égard, le Ministère de la Justice britannique a publié le 30 mars 2011 des lignes directrices (Guidance) relatives à ces procédures adéquates.
Par ailleurs, à l'instar du FCPA américain, la loi contient un certain nombre de dispositions de nature extra-territoriale, en s'appliquant non seulement à des faits commis à l'étranger mais aussi à toute firme qui « fait des affaires » ou une partie d'entre elles au Royaume-Uni.

## Contexte
Avant l’adoption de l’UKBA, les dispositions législatives britanniques correspondantes étaient dispersées au sein de plusieurs lois telles que le Public Bodies Corrupt Practices Act (1889), le Prevention on Corruption Act (1906) ou encore le Anti-terrorism, Crime and Security Act (2001). Ces dispositions éparses étaient néanmoins inadéquates au regard des engagements pris par le Gouvernement britannique en ratifiant la convention de l’OCDE de 1997 relative à la lutte contre la corruption.
Par ailleurs, l'affaire « BAE » a précipité l’adoption de la loi. La firme d'armements était en effet accusée d'avoir versé divers pots-de-vin en échange de contrats, notamment en Arabie Saoudite dans les années 1980 (contrats Al Yamamah), au Chili, sous Pinochet et après (ce dernier reste commandant en chef de l'armée dans les années 1990), en Afrique du Sud, etc . Le Serious Fraud Office, l'agence chargée des enquêtes relatives aux cas importants de corruption, était chargée des investigations. Or, en 2006, le gouvernement de Tony Blair l’a faite classer au nom de la « sécurité nationale », décision très critiquée par l’opinion publique. À la suite de cette affaire, un large consensus parlementaire a permis l’adoption de l’UKBA.

## Contenu de la loi
La loi est divisée en 19 « sections ».

### Dispositions classiques
Actes de corruption
Les sections 1 à 6 de l’UKBA sanctionnent de manière générale toute forme de corruption :
- section 1 : la corruption active, par celui qui corrompt - c’est-à-dire le fait d’offrir, de promettre ou d’accorder un « prix » en vue d’obtenir du corrompu un avantage indu.
- section 2 : la corruption passive, par celui qui est corrompu - c’est-à-dire le fait de solliciter, de convenir, de recevoir ou d’accepter un « prix » en contrepartie de l’octroi d’un avantage indu au corrupteur.
- section 6 : réprime spécifiquement la corruption active d’un fonctionnaire étranger - avec un seuil d’application même moins élevé que dans la section 1.

« Prix » et « avantage indu »
Le « prix » de la corruption n’est pas nécessairement de l’argent - cela peut prendre n’importe quelle forme d’avantage (remise d’un bien matériel, fourniture d’un service, d’un droit, invitation à un repas/voyage, etc.). De manière générale, ces délits sont constitués que le « prix » de la corruption (i) soit payé directement ou par un intermédiaire et qu’il (ii) soit destiné à la personne corrompue ou à un tiers. Il n’importe donc pas que le « prix » soit remis directement ou non au corrompu, ou même qu’il lui bénéficie.
En ce qui concerne l’avantage indu obtenu par le corrupteur, l’acte de corruption doit avoir conduit une personne – en contrepartie du « prix » (un avantage, financier ou autre) - à exécuter de manière inappropriée sa fonction ou son activité. Cette fonction ou activité est définie par la section 3 comme étant :
- toute fonction de caractère public,
- toute activité reliée à des affaires,
- toute activité exécutée dans le cadre de l’emploi d’un particulier, ou encore
- toute activité exécutée pour, ou pour le compte d’un groupe de personnes (constitué ou non en personne morale).

Le caractère inapproprié de l’exécution de la fonction ou activité est rempli dès lors que celle-ci est exécutée en violation d’une attente légitime ou lorsqu’elle fait défaut et que ce défaut constitue, en soi, une violation d’une attente légitime.
Application large
L’UKBA réprime ainsi tant la corruption privée (de l’employé d’une entreprise) que publique (d’un fonctionnaire).
Il importe peu que le projet de corruption émane du corrupteur ou du corrompu.
D’ailleurs, ces délits sont constitués même au stade de la tentative : l’offre de corruption (active), comme la sollicitation de corruption (passive).
Lorsque les actes ont été commis en dehors du territoire britannique, le respect des coutumes et pratiques locales ne peut justifier le paiement du prix de la corruption. Toutefois, le délit ne sera pas constitué si le « prix » payé/demandé est permis ou exigé par une règle écrite dans l’État étranger.
Les sections 1 à 6 concernent au premier plan les personnes physiques, mais les personnes morales peuvent être également visées, à des conditions particulières. Les dirigeants peuvent également engager leur propre responsabilité.
Application stricte
Contrairement au FCPA, la loi britannique ne prévoit pas d’exception pour les « facilitation payments » qui se caractérisent souvent par des petits paiements ayant pour but d’accélérer une procédure administrative ou une décision dont le principe est acquis.
De même, les cadeaux et autres dépenses de divertissement sont, en principe, prohibés. Dans ses lignes directrices, le Ministère de la Justice estime cependant, que devraient être autorisés les cadeaux d’entreprise, offerts aux relations d’affaires, lorsqu’ils sont raisonnables et proportionnés et ont pour but de renforcer ces relations ou de présenter les produits ou services de l’entreprise.

### Nouveau délit
Défaut de prévention de la corruption
La section 7 contient la mesure phare de l’UKBA, introduisant un délit à la fois très large et novateur. En effet, elle crée une responsabilité pénale de la personne morale, en cas de défaut de prévention de la corruption par l’entreprise (failure to prevent bribery). Le caractère novateur provient de ce que l’UKBA est la première loi qui insiste sur la prévention de la corruption au sein des entreprises et qui réprime et pénalise l’éventuelle absence d’efforts de prévention par l’entreprise. La section française de Transparency International suggère d’introduire ce type de dispositif en France dans son rapport de juin 2011 sur la réforme de la justice financière.
Ce délit est caractérisé dès lors que l’une des personnes qui est associée à la personne morale est responsable d’actes de corruption au titre des dispositions classiques de l’UKBA, entrepris dans le but d’obtenir, pour la personne morale, une affaire ou un avantage, sauf pour la personne morale à démontrer qu’elle avait mis en place et fait fonctionner des procédures adéquates, conçues pour prévenir de tels actes de la part de ces personnes associées.
Aux termes de ce délit, engage sa responsabilité pénale et encourt une amende illimitée :
- toute entreprise réalisant une activité au Royaume-Uni,
- lorsqu’une personne qui lui est « associée » (par exemple l’employé, la filiale ou l’agent),
- s’est engagée dans un acte de corruption (au sens des sections 1, 2 et 6)
- et que l’entreprise n’avait pas mis en place de « procédures adéquates » de prévention de la corruption.

Le concept de « personne associée » est extensif dans la loi (section 8) - visant toute personne physique ou morale, accomplissant un service pour, ou pour le compte de, la personne morale en cause. La loi donne même des exemples : employés, filiales ou agents. Cependant, les lignes directrices indiquent que la responsabilité pénale de l’entreprise, risquée à travers ces personnes associées, ne serait pas nécessairement engagée par un seul actionnariat ou un simple investissement, tels qu’à travers une coentreprise ou une filiale. Le degré de contrôle par l’entreprise de la filiale ou de la coentreprise serait un critère pertinent selon les lignes directrices pour déterminer le degré d’« association ».
Dès lors, l’UKBA rend indispensable la mise en place de ces procédures adéquates, mesures préventives. La section 9 de l’UKBA dispose que ces procédures adéquates font l’objet de lignes directrices.
Définition des procédures adéquates
Les lignes directrices publiées le 30 mars 2011 précisent les principes devant guider la mise en place de procédures adéquates. Leur rédaction fait suite à une large consultation des milieux concernés, lancée en septembre 2010. Elles n’ont pas la valeur de la loi et sont révisables à tout moment.
Selon ce document, les procédures adéquates doivent respecter six principes :
- être proportionnées, adaptées à l’activité, la taille la structure de l’entreprise,
- bénéficier du soutien visible et sans ambiguïté des dirigeants,
- découler d’une analyse régulière, détaillée et documentée des risques de corruption spécifiques à l’entreprise,
- mettre en œuvre des diligences préalables adaptées ;
- faire l’objet d’une communication interne et externe efficace ;
- être régulièrement contrôlées et révisées.

## Extra territorialité
Bien au-delà des ressortissants, des entreprises et du territoire britanniques, l’UKBA a des effets à travers le monde entier.

### Les délits classiques (sections 1, 2 et 6)
Les dispositions de l’UKBA sont applicables dès lors :
- que l’un des faits s’est produit sur le territoire du Royaume-Uni ; ou
- qu’il est commis, dans le monde, par une personne ayant une « proche connexion » avec le Royaume-Uni (p.ex. citoyenneté, siège ou résidence britanniques).

### Le nouveau délit: défaut de prévention de la corruption (section 7)
Le délit de défaut de prévention de la corruption est applicable à toute personne morale réalisant une activité, même partielle, au Royaume-Uni (« carries on a business, or part of... »). Les lignes directrices, dont ce n’était pourtant pas l’objet, suggèrent à l’égard de cette notion que la seule cotation par l’entreprise de valeurs mobilières au Royaume-Uni, ou la seule présence d’une filiale, ne démontrerait pas, en soi, que l’entreprise y a une activité [réf. nécessaire]. L’administration recommande cependant d’approcher la notion par le bon sens, reconnaissant que seuls les tribunaux la trancheront - après une analyse factuelle détaillée. L'amende infligée en novembre 2015 à l'ICBC Standard Bank, une banque sud-africaine condamnée pour des faits de corruption en Tanzanie, constitue un exemple d'application d'une telle extra-territorialité, la banque ayant été poursuivie en raison d'une forte présence au Royaume-Uni. 
Il peut être noté que les autres entreprises, n’ayant aucune activité au Royaume-Uni, pourraient être amenées à devoir mettre en place des procédures adéquates - si elles sont partenaires d’entreprises soumises à l’UKBA. Car ces dernières, britanniques ou non, doivent, à leur tour, contrôler la conformité de leurs personnes associées, avec qui elles sont en affaires ; au risque de devoir mettre en quarantaine les partenaires non-conformes, source potentielle de contamination.

## Sanctions
Les personnes physiques jugées responsables de l’un des délits encourent une amende indéfinie et jusqu’à 10 ans d’emprisonnement.
Les personnes morales responsables encourent une amende illimitée.
Il est à noter qu’aux termes d’une autre loi britannique, le Proceeds of Crime Act 2002, est notamment instituée une action civile contre l’auteur d’un délit (même s’il n’est pas condamné pénalement), permettant la confiscation des fruits illicites procurés par le délit. La position actuelle des tribunaux anglais est que la confiscation peut, par exemple, s’élever au montant total du contrat généré par la corruption - et non au seul bénéfice qui en a découlé.
Pour les entreprises, ces sanctions directes s’ajoutent aux sanctions indirectes, comme la possible perte de financements publics ou l’exclusion des procédures de marchés publics.